# Jüdischer Friedhof (Rosenwiller)

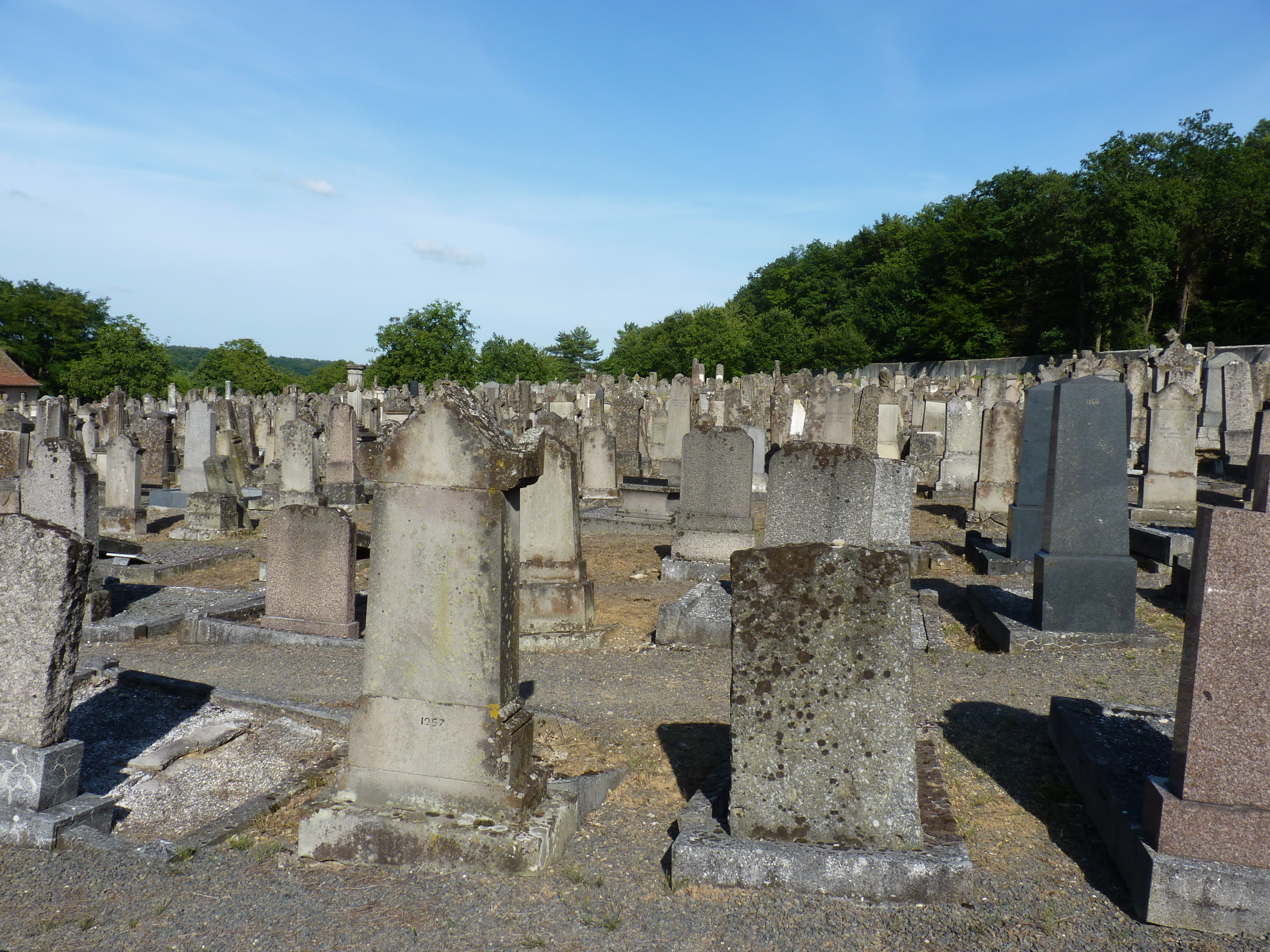
Jüdischer Friedhof Rosenwiller

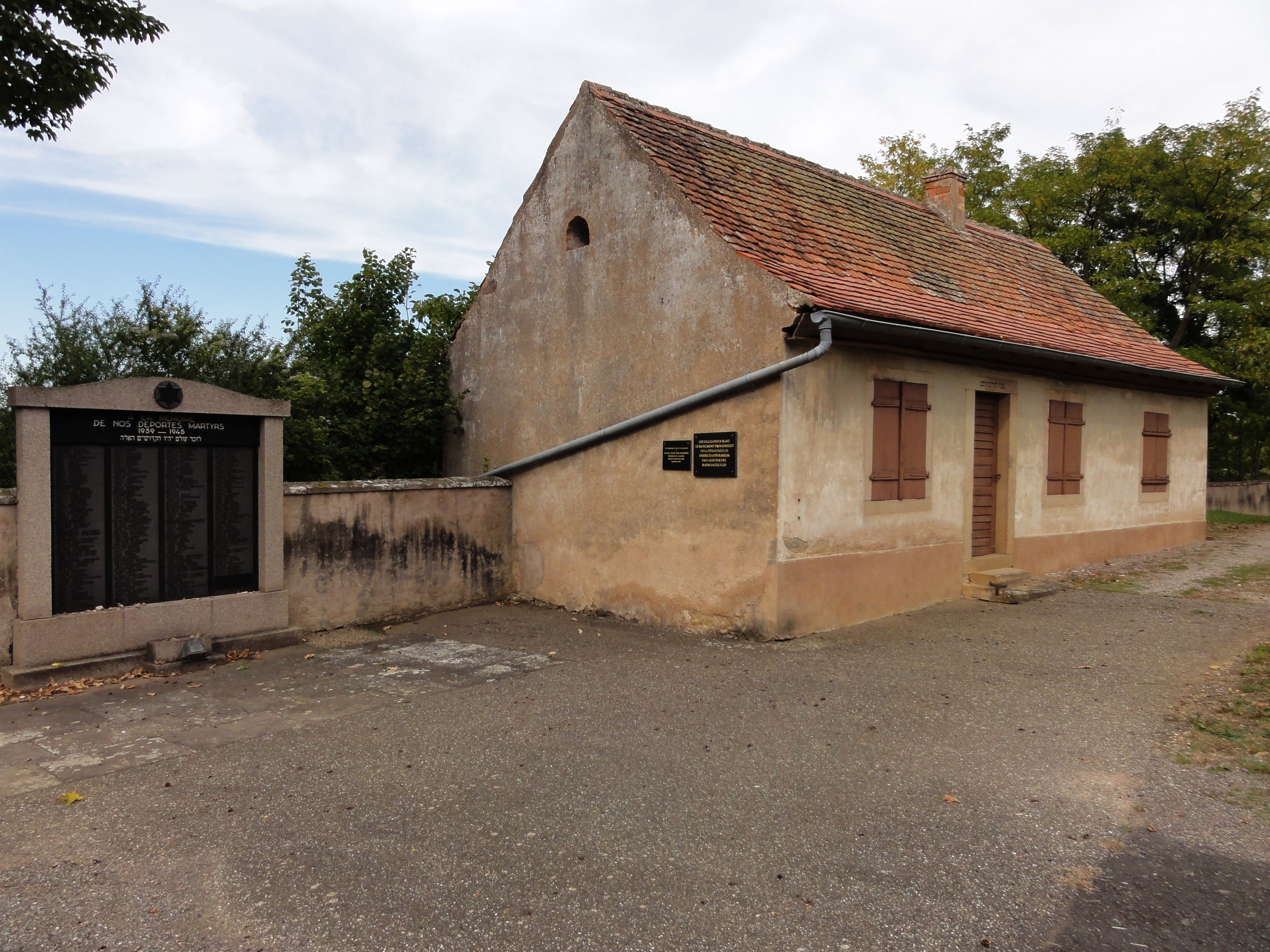
Gedenkstein und Friedhofshalle

Der Jüdische Friedhof in Rosenwiller, einer französischen Gemeinde im Département Bas-Rhin der Region Grand Est, wurde spätestens im frühen 14. Jahrhundert angelegt. Der jüdische Friedhof an der Route de Grendelbruch in Richtung Mollkirch ist seit 1995 als Monument historique geschützt.

## Geschichte
Der jüdische Friedhof in Rosenwiller ist der größte jüdische Friedhof im Elsass und zugleich einer der größten jüdischen Verbandsfriedhöfe in Mitteleuropa. Folgende jüdische Gemeinden bestatteten hier ihre Toten (teilweise haben diese Gemeinden im 18. oder 19. Jahrhundert eigene Friedhöfe angelegt): Balbronn, Baldenheim, Barr, Bergheim, Biesheim, Bischheim, Bonhomme, Brumath, Buswiller, Dambach, Dangolsheim, Diebolsheim, Dinsheim, Dornach, Duppigheim, Duttlenheim, Eckbolsheim, Epernay, Epfig, Ettingen, Fegersheim, Grusenheim, Gunstett, Kaysersberg, Kolbsheim, Krautergersheim, Kuttolsheim, Lingolsheim, Molsheim, Mutzig, Niedernai, Obernai, Oberschaeffolsheim, Osthoffen, Ottrott-le-Bas, Rosheim, Scharrachbergheim, Schirmeck, Soultz, Stotzheim, Strasbourg, Traenheim, Valff, Zellwiller.
Auf dem etwa vier Hektar großen Friedhof wurden 6470 Grabstätten gezählt. Die meisten Grabsteine stammen aus dem 18. und 19. Jahrhundert.
Auf dem Friedhof steht ein Gedenkstein zur Erinnerung an die Opfer der nationalsozialistischen Judenverfolgung.

## Persönlichkeiten
Auf dem Friedhof wurden folgende Persönlichkeiten bestattet:
- Cerf Beer